# 伊本·蓋比魯勒街

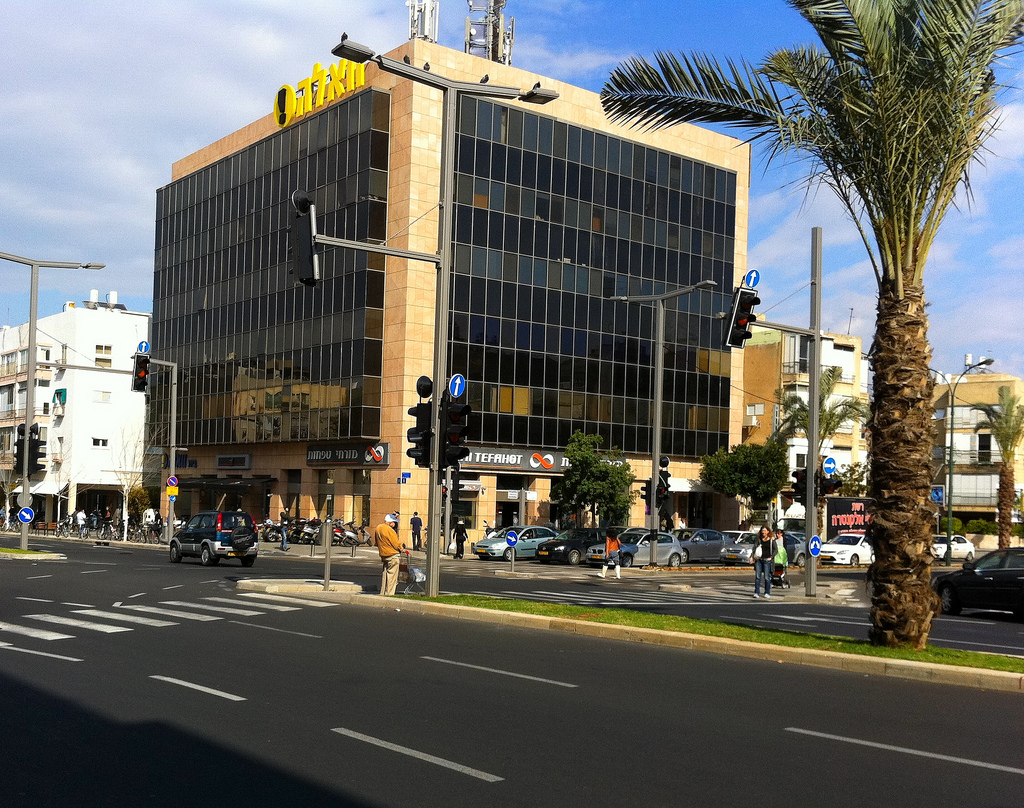
伊本·蓋比魯勒街

伊本·蓋比魯勒街是以色列特拉維夫的主要街道之一。街道名稱取自於中世紀詩人和哲學家伊本·蓋比魯勒。這座街道上有眾多巧克力店。

## 外部連結
- Palm trees on Ibn Gvirol （页面存档备份，存于）

32°4′58.45″N 34°46′52.52″E / 32.0829028°N 34.7812556°E